# KD Hang Tuah
KD Hang Tuah là một tàu chiến nhập biên chế Hải quân hoàng gia Malaysia từ năm 1977. Tàu được đóng ở Anh, ban đầu cho Hải quân Ghana, nhưng đã được hạ thủy và hoàn thành như là một liên doanh tư nhân, trước khi được mua bởi Hải quân Hoàng gia Anh vào 1972. Tàu phục vụ trong 5 năm với tư cách là HMS Mermaid" (F76) trước khi Malaysia mua, nơi tàu thay thế một tàu khu trục cũ của Anh cũng được gọi là Hang Tuah. Tàu đã trở thành tàu huấn luyện vào năm 1992 và được thay thế vũ khí và máy móc quá cũ.

## Đóng tàu
Hang Tuah là một tàu ban đầu được đóng theo đơn đặt hàng của Ghana. Nó đã được đặt tên Black Star và đã hoạt động cho hải quân Ghana cũng như Du thuyền tổng thống cho Kwame Nkrumah (Tổng thống Ghana). Đóng bởi nhà máy đóng tàu Yarrow trên sông Clyde ở Scotland, chiếc tàu khu trục nhỏ mới vẫn đang đóng, vào tháng 2 năm 1966, cuộc đảo chính quân sự ở Ghana lật đổ tổng thống Nkrumah; chính phủ mới đã hủy đơn đặt hàng do chi phí quá mức lên tới 5 triệu Bảng Anh. Yarrow quyết định rằng cách tốt nhất là hoàn thành con tàu với hy vọng rằng nó có thể được bán cho hải quân khác; tàu được xuất xưởng mà không có buổi lễ vào tháng 12 năm 1966.
Tàu khu trục được hoàn thành vào tháng 6 năm 1968 và giữ neo trong vài năm chờ đợi người mua. Năm 1971, người mới được bầu Đảng Bảo thủ Anh chính phủ quyết định rằng bằng cách mua tàu cho Hải quân Hoàng gia, họ có thể cung cấp trợ cấp gián tiếp cho một nhà đóng tàu quan trọng. Theo đó, vào tháng 4 năm 1972, tàu được chuyển đến Portsmouth Dockyard và sau đó là Chatham Dockyard, được chuẩn bị để đưa tàu lên các hoạt động tiêu chuẩn.

## Thiết kế
Thân tàu và máy móc của con tàu được dựa trên tàu thuộc Kiểu 41 và Kiểu 61, nhưng sửa đổi cho phù hợp với yêu cầu của Hải quân Ghana. Thân tàu đã được kết nối với sàn tàu lớn có thể được sử dụng để hạ cánh một chiếc trực thăng nhưng không có cơ sở để vận hành một chiếc trực thăng. Các ống xả từ tám động cơ diesel.
Có thêm các khu nhà ở trong thượng tầng bao gồm một phòng ăn và phòng hội nghị lớn. Vũ khí và cảm biến được giữ khá đơn giản để giữ cho chi phí giảm xuống và để dễ bảo trì. Đeo phía trước của cầu tàu là một chiếc Mark 19 nòng đôi. Súng nòng kép QF 4 inch Mk 16, 
có bốn súng đơn Bofors 40 mm xung quanh bố trí phòng không và chống tàu ngầm gắn ở đuôi tàu. Sonar Các loại 170 và 176 được mang theo như là một Plessey AWS-1 radar trên mặt trước và một radar về phía này trên nền tảng.
Con tàu có tải trọng 2,300 tấn lúc tiêu chuẩn, có tốc độ tối đa 24 hải lý trên giờ (44 km/h; 28 mph) và chuyên chở 177 sĩ quan và binh lính trong thời điểm phục vụ Hải quân Hoàng gia.

## Phục vụ hải quân hoàng gia Malaysia
Vào tháng 4 năm 1977, cô được chuyển giao cho Hải quân hoàng gia Malaysia và buổi lễ diễn ra tại Southampton on 22 tháng 7, và được đặt tên Hang Tuah một chiến binh huyền thoại thế kỷ 15 của Malacca Laksamana (đô đốc).
Tàu Hang Tuah thay thế một tàu cũ khác, HMS Loch Insh (K433), thuộc lớp Loch.  Mặc dù 'Mermaid' lấy tên người tiền nhiệm của nó, nhưng Hải quân Malaysia giữ lại số hiệu F76 của Anh. Trong nhiều năm, tàu đã phục vụ như là soái hạm của Hải quân Hoàng gia Malaysia sau khi gia nhập tàu KD Rahmat là hai tàu chủ lực của Hải quân Hoàng gia Malaysia.
Hang Tuah trở thành tàu huấn luyện vào năm 1992. Từ năm 1995 đến năm 1997, con tàu đã được sửa lại lớn, với hai động cơ diesel mới được trang bị, với sức mạnh của9.928 mã lực phanh (7.403 kW) làm tăng tốc độ lên 20 hải lý trên giờ (37 km/h), các khẩu pháo 4 inch đã lỗi thời được thay bằng một Bofors 57 mm, và các tàu ngầm chống tàu ngầm và tàu ngầm sonar đang được loại bỏ. Presently Hang Tuah đang phục vụ như là một tàu đào tạo và được giao cho Hải đội tàu khu trục nhỏ 21. Viên Chỉ Huy là thuyền trưởng Zualkafly bin Haji Ahmad, TLDM. Vào tháng 4 năm 2017, Hang Tuah à một trong những chiếc tàu Hải quân Malaysia được mở ra cho công chúng tham quan tại sự kiện "Armada 2017"  Lumut, Malaysia, nơi tàu tổ chức kỷ niệm 40 năm thành lập.